# Omar Jouma al-Salfa
Omar Jouma Bilal al-Salfa (né le 15 octobre 1989) est un athlète émirati, spécialiste du sprint.

## Biographie
Il remporte la médaille d'or du 200 m lors des championnats d'Asie 2009 à Canton, en Chine

## Palmarès
| Date | Compétition                 | Lieu     | Résultat | Épreuve   | Temps         |
| ---- | --------------------------- | -------- | -------- | --------- | ------------- |
| 2008 | Championnats d'Asie juniors | Djakarta | 1er      | 200 m     | 21 s 04       |
| 2009 | Jeux asiatiques en salle    | Hanoï    | 3e       | 4 x 400 m | 3 min 11 s 40 |
| 2009 | Championnats d'Asie         | Canton   | 1er      | 200 m     | 21 s 07       |
| 2009 | Championnats panarabes      | Damas    | 1er      | 200 m     | 20 s 84       |
| 2010 | Jeux asiatiques             | Canton   | 3e       | 200 m     | 20 s 83       |
| 2011 | Championnats d'Asie         | Kobé     | 3e       | 200 m     | 20 s 97       |
| 2011 | Championnats panarabes      | Al-Aïn   | 2e       | 200 m     | 21 s 02       |
| 2011 | Jeux panarabes              | Doha     | 3e       | 4 x 100 m | 40 s 15       |

## Records
| Épreuve | Performance | Lieu   | Date             |
| ------- | ----------- | ------ | ---------------- |
| 200 m   | 20 s 63     | Canton | 24 novembre 2010 |